# 科迪·德拉梅
科迪·卡勒姆·皮埃尔·德拉梅（英語：Cody Callum Pierre Drameh，2001年12月8日—）是一名英格蘭足球運動員，司職後衛，目前效力於英格蘭足球冠軍聯賽球會赫尔城。

## 球會生涯
德拉梅曾在富勒姆學習踢球，之後在2020年8月轉投列斯聯。2021年10月26日，他首次在職業比賽上場，先發參加英格蘭聯賽盃第四輪對阿森纳，最終以2-0不敵出局。五天後，他首次在在英超聯賽上場，參加以2-1擊敗诺里奇城的賽事。
2022年1月12日，他被外借到英格蘭足球冠軍聯賽球會卡迪夫城至餘下賽季。1月15日他在新球會首次先發上場，參加對布莱克本流浪者的賽事，但球隊以1-0落敗。季後他當選為球隊球季]最佳球員和最佳年青球員。
2023年1月29日，他被外借到盧頓鎮至季末。效力期間助球隊取得晉級至英超的資格。
2023年9月1日，德拉梅再一次被外借，這次是英冠的伯明翰，外借期為一年。季末他獲得列斯聯提供的一份新合約，但德拉梅沒有簽下，選擇了在合約完結後離隊。
2024年7月23日，他轉投英冠球會赫尔城，雙方簽約三年，及有一年延長權。8月24日，他首次代表新球會上場，在71分鐘換入球場出席以0-0打敗米尔沃尔的比賽。10月1日，他打進了生涯首顆進球，助球隊作客以3-1擊敗女王公园巡游者。

## 國家隊生涯
德拉梅曾代表英格蘭U18和英格蘭U20上場。由於父母關係，使他有資格代表岡比亞參賽 ，並在2020年10月被該國成年隊徵召。
2021年11月16日，他首次代表英格蘭U21上場參加對格魯吉亞U21的比賽，最終結果為3-2戰敗。

## 榮譽
盧頓鎮
- 英格蘭足球冠軍聯賽晉級附加賽冠軍：2023[27]

個人
- 卡迪夫城最佳球員和最佳年青球員：2021–22[12]